# أرزنقاباذ
أَرْزَنقاباذ هي قرية تاريخيَّة من قرى مرو الشاهجان.

## التسمية
تُكتب أرزنقاباذ بـِ "الفتح ثم السكون، وفتح الزاي، وسكون النون، وقاف، وبين الألفين بالا موحدة، وذال معجمة في آخره".

### فهرس المنشورات
1. 1 2  الحموي (1977)، ج. 1، ص. 150.

### معلومات المنشورات كاملة
الكتب مرتبة حسب تاريخ النشر
ياقوت الحموي (1977)، معجم البلدان (ط. 1)، بيروت: دار صادر، OCLC:1014032934، QID:Q114913343